# Rudolf Busck
Karl Filip Rudolf Busck, född 29 december 1894 i Kville församling, Göteborgs och Bohus län, död 31 maj 1979 i Kungälvs församling, Göteborgs och Bohus län, var en svensk militär och lokalpolitiker. Busck har bland annat varit chef för Första intendenturkompaniet (1939-1942) och författat Handbok i avlöningsfrågor tillsammans med överste Gunnar Levenius. Han var sonson till riksdagsmannen Rudolf Theodor Busck.

## Biografi

### Utbildning
Busck avlade studentexamen vid Vänersborgs högre allmänna läroverk 1914. Därefter sökte han sig till armén och avlade 1916 officersexamen. År 1922 blev Busck intendentaspirant och påbörjade Militärförvaltningskursen (MFK) i Stockholm och avlade 1924 intendentsexamen.

### Militär karriär
Efter studentexamen sökte Busck sig till Bohusläns regemente (I 17) som officersvolontär och blev 1916 fänrik där. År 1918 blev han löjnant av andra klassen. År 1924 förflyttades Busck till Intendenturkåren som löjtnant och blev 1927 befordrad till kapten. Busck arbetade som regementsintendent vid Karlsborgs artillerikår (A 9) 1924-1926, Göta ingenjörskår (Ing 2) 1926-1927 samt Norrbottens regemente (I 19) med start 1928. Han var lärare vid artilleriets underofficerskola 1926-1926 och därefter vid infanteriets dito 1926-1927.
År 1939 blev Busck förbandschef för Första intendenturkompaniet i Stockholm, en position han skulle hålla fram till 1942. Under tiden, 1940, blev Busck utnämnd till major och med start 1942 började han arbetat som stabsintendent vid Femte militärområdet. Busck utnämndes 1948 till överstelöjtnant och fortsatte tjänstgöra aktivt inom armén fram till 1950.

### Förtroendeuppdrag
Busck var åren 1935–1938 ledamot av Ystads stadsfullmäktige. Han var även styrelseledamot i stadens allmänna valmansföreningen samt suppleant i löne- och avtalsnämnden. 1959–1960 var han vice ordförande i arbetslöshetsnämnden.

## Familj
Rudolf Busck var son till major Filip Busck (1859-1936) och Elisabeth Neiglick (1868-1954). Hans farfar var kommissionslantmätaren och andrakammarledamoten Rudolf Theodor Busck. Busck gifte sig 16 juli 1927 i Oscars församling med Aina Södersten (1899-1973). De fick en son och en dotter.

## Utmärkelser

### Ordnar
- Riddare av 1:a klassen av Kungl. Svärdsorden, 6 juni 1937.[8]

### Medaljer och märken
- Skidfrämjandets förtjänstmedalj.[1]
- Arméns skyttemedalj.[2]
- Statens skyttemärke i guld.[2]
- Militärt idrottsmärke i silver.[2]